# Alfarería en la provincia de Cáceres

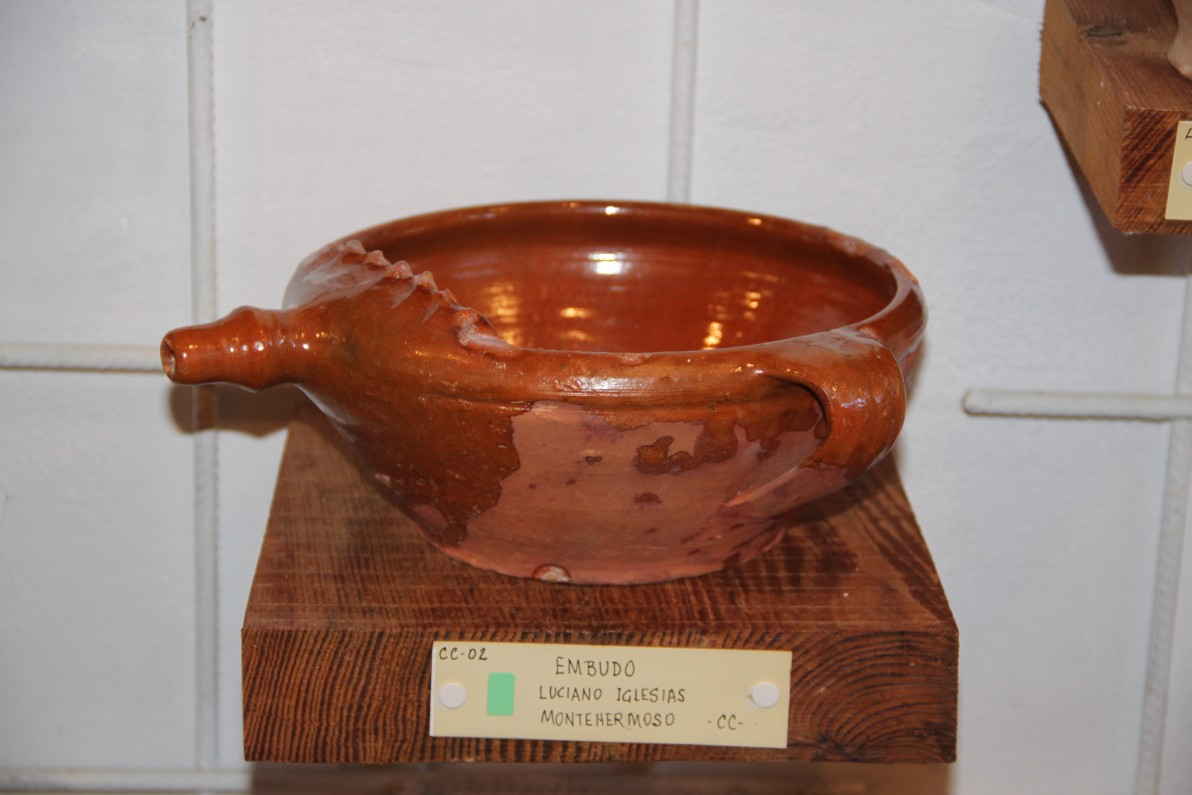
Embudo de Montehermoso, con filtro en el pitorro lateral de desagüe.

La alfarería en la provincia de Cáceres (España) abarca el conjunto de la producción cerámica en el norte de Extremadura, antes y después de la romanización de la zona, y su posterior desarrollo. Destacando durante siglos por su fabricación de tinajas, los focos de «olleros» más importantes se han localizado en las localidades de Arroyo de la Luz, Arroyomolinos de Montánchez, Cáceres capital, Casatejada, Ceclavín, Montehermoso, Plasencia, Torrejoncillo y Trujillo. En 2011, de los 37 censados en 1900, solo quedaban cuatro (en Arroyo de la Luz, Ceclavín, Torrejoncillo y Trujillo).

## Documentación histórica
Además de los restos de material arqueológico de cerámica hallada en la provincia y conservados en instituciones y museos, a partir del siglo xviii se documenta actividad alfarera de varios focos importantes en el Catastro de Ensenada (1752) y en las Memorias políticas y económicas de Eugenio Larruga (1792), así como en el siglo xix en el Diccionario geográfico-estadístico-histórico (1846-1850) de Pascual Madoz. Más recientemente, de entre los trabajos de campo realizados en la provincia, puede destacarse el estudio que Severiano Delgado y Domingo Sanz realizaron en la década de 1970, además de lo recogido en las guías y catálogos de alfarería de basto de especialistas como Natacha Seseña, Guadalupe González-Hontoria, Josep Llorens i Artigas, José Corredor Matheos, José Guerero Martín o el etnógrafo alemán Rüdiger Vossen.

## En la arqueología

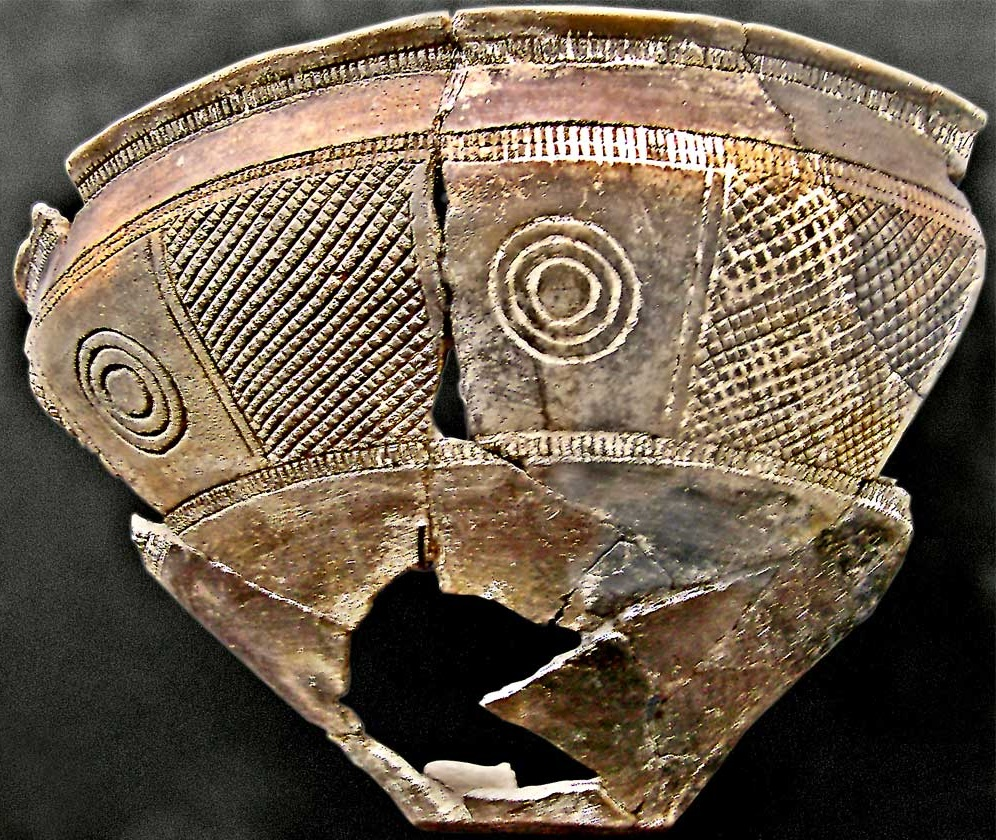
Vasija de la Cueva de Boquique en Plasencia, representativa de cerámica de Cogotas, con decoración rellena de pasta blanca procedente de la inhumación de San Román de Hornija, provincia de Valladolid (Bronce final, Cultura de Cogotas-I, 1100-800 a. C.).

La tradición alfarera en el norte de la provincia se registra arqueológicamente en los materiales cerámicos hallados en la cueva de Boquique en 1873, que daría nombre genérico a la alfarería prehistórica así conocida o como cerámica de punto y raya, haciendo alusión al dibujo superficial que caracteriza a esta técnica decorativa alfarera doble o mixta, y que se conseguía punteando con un punzón o algún tipo de sierra dentada, trazos pequeños y sucesivos a lo largo de una línea incisa continua, «dando el aspecto de un cosido».

## Alfares activos

### Arroyo de la Luz
Este importante foco alfarero que llegó a tener casi medio centenar de artesanos, conservaba en el inicio del siglo xxi tres activos talleres. Su producción, de piezas coloradas y muy variada, incluía tinajas de hasta 145 litros, cántaros con porte anfórico –con dos asas– de varios tamaños y vistosa nomenclatura (cantarilla de maravedí, cantarilla de olla de espanto, cantarilla arriera, cantarilla de beber); además de anafres, barriles de campo, botijos, pucheros, huchas, lebrillos, ‘escarfaores’ para calentar agua. En 2014, fue elegido capital española de la cerámica.

### Ceclavín

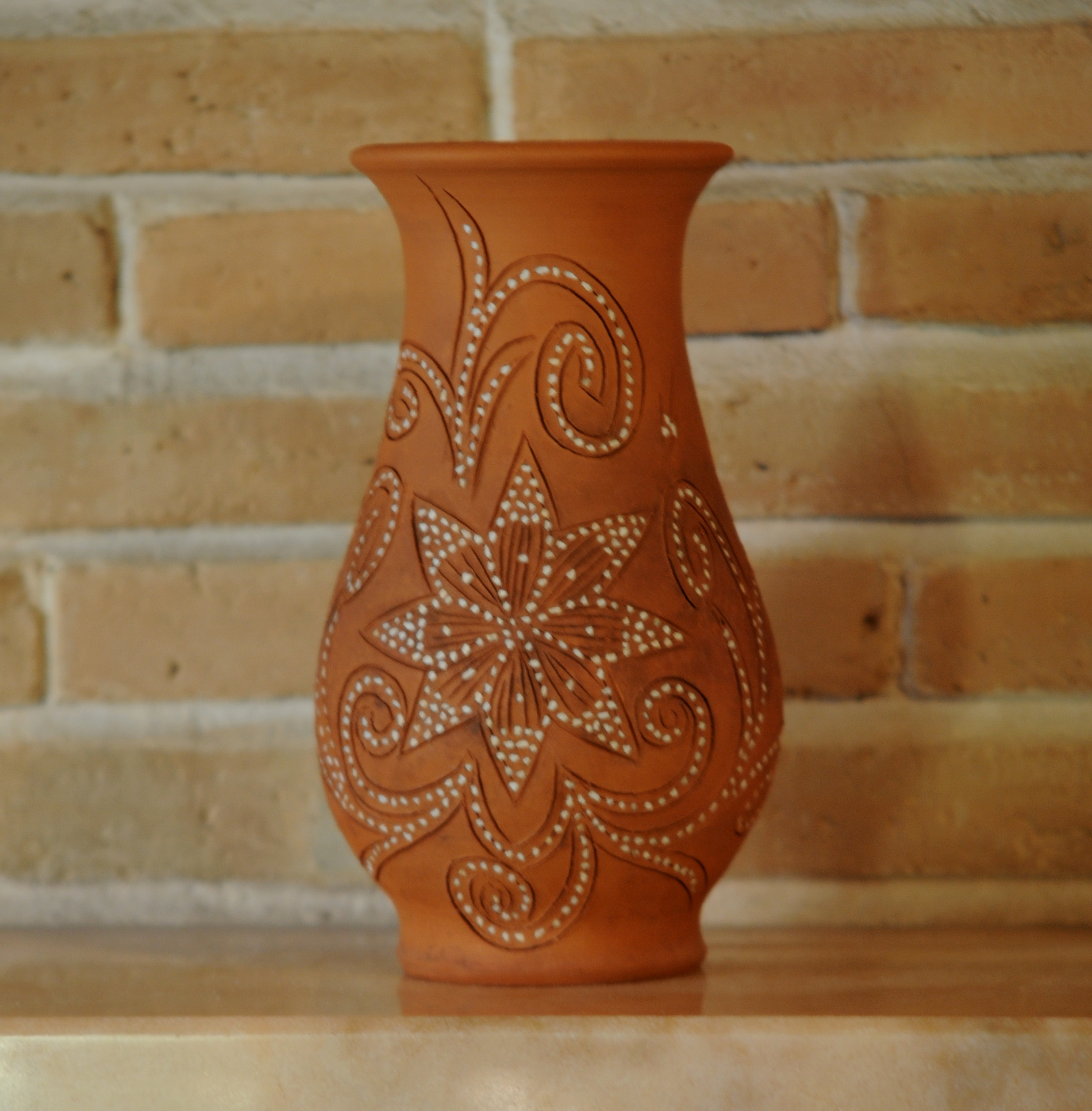
Vasija de ‘barro enchinao’, decoración característica de la alfarería de Ceclavín.

Localidad reconocida por su tradición orfebre, durante siglos fabricó loza basta, loza vidriada y cerámica ‘enchiná’, producción típica aunque no endémica, con paralelismos en la alfarería del Alto Alentejo portugués, en especial la de Nisa y Estremoz. El comercio turístico ha permitido la pervivencia de los curiosos “barros enchinaos” en el siglo xxi, conservando el equilibrio y pureza de formas y motivos decorativos.

### Torrejoncillo
Con un mercado que se extendía hasta el sur de la provincia de Salamanca, Torrejoncillo fue un tradicional enclave alfarero de tinajeros y olleros. Se trabajaba con arcilla colorada engobada o cubierta con arcilla más clara y tierra oscura. Fueron tradicionales sus ‘baños’, sillos para leche, bebederos de aves y conejos y tazas de inodoro. En el siglo xxi, Torrejoncillo mantiene activo un alfar artesano con tradición familiar en el pueblo desde el siglo xvii.

### Trujillo
Evolucionando desde la alfarería tradicional o ‘de basto’, con una larga tradición en esta localidad cacereña y complementaria de los grandes focos artesanos de la Extremadura más meridional (como Salvatierra de los Barros y Fregenal), Trujillo dispone, ya en el siglo xxi, de producción industrial de azulejería y otras cerámicas, respaldada por las ferias de artesanía y un Centro Creativo.

## Focos tinajeros
Además de la producción de tinajas en Torrejoncillo y Arroyo de la Luz, ya comentada, se extinguieron otros centros como Pasarón de la Vera, Torre de Santa María y Arroyomolinos de Montánchez, cuya fábrica se dedicaba en exclusiva a conos cilíndricos de 10 a 200 arrobas, y aun antes a tinajas tradicionales panzudas como las producidas en Colmenar de Oreja y Villarrobledo. Seseña recoge el dato de que la tinajería de Arroyomolinos es mencionada por Madoz en 1849.

## Alfares desaparecidos
Severiano Ballesteros y Domingo Sanz, componentes del Equipo Adobe, catalogaron en 1982 hasta treinta y cinco ollerías desaparecidas.